# Garganta del Villar
Garganta del Villar település Spanyolországban, Ávila tartományban. Garganta del Villar Navadijos, San Martín de la Vega del Alberche, Villafranca de la Sierra, Navacepedilla de Corneja és Cepeda la Mora községekkel határos. Lakosainak száma 39 fő (2024).

## Népesség
A település népessége az utóbbi években az alábbiak szerint változott:
| Lakosok száma | 73   | 58   | 56   | 52   | 49   | 40   | 41   | 39   | 42   | 39   |
|               | 2001 | 2004 | 2006 | 2009 | 2011 | 2014 | 2016 | 2019 | 2021 | 2024 |